# Golineasa
Golineasa – wieś w Rumunii, w okręgu Mehedinți, w gminie Dumbrava. W 2011 roku liczyła 31 mieszkańców.